# اليعبائي (بعدان)

تعديل مصدري - تعديل

اليعبائي هي إحدى قرى عزلة بني عواض بمديرية بعدان التابعة لمحافظة إب، بلغ تعداد سكانها 149 نسمة حسب تعداد اليمن لعام 2004.